# Замок Клифден

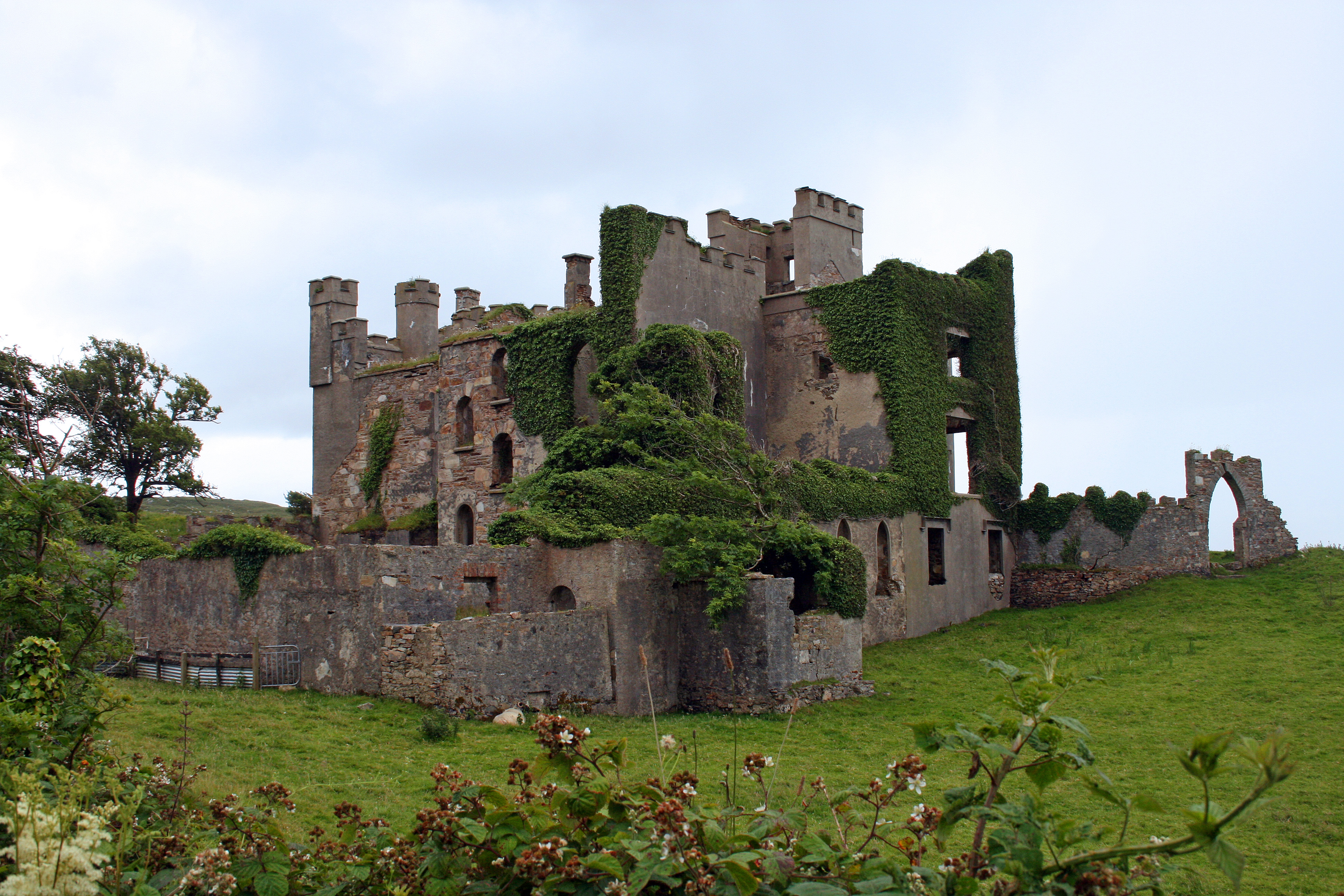
Замок Клифден

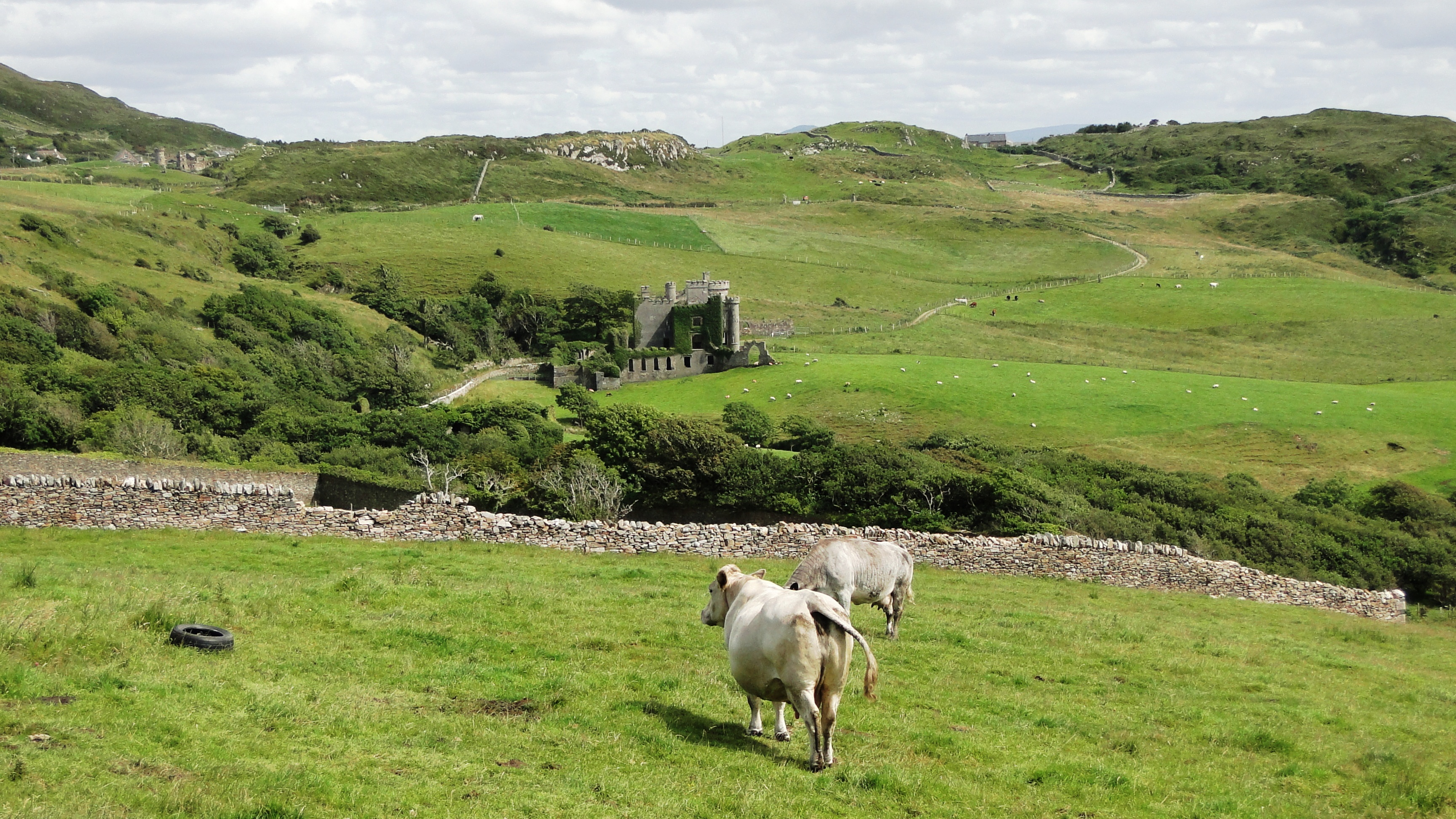
Вид на замок Клифден с пастбища на холме

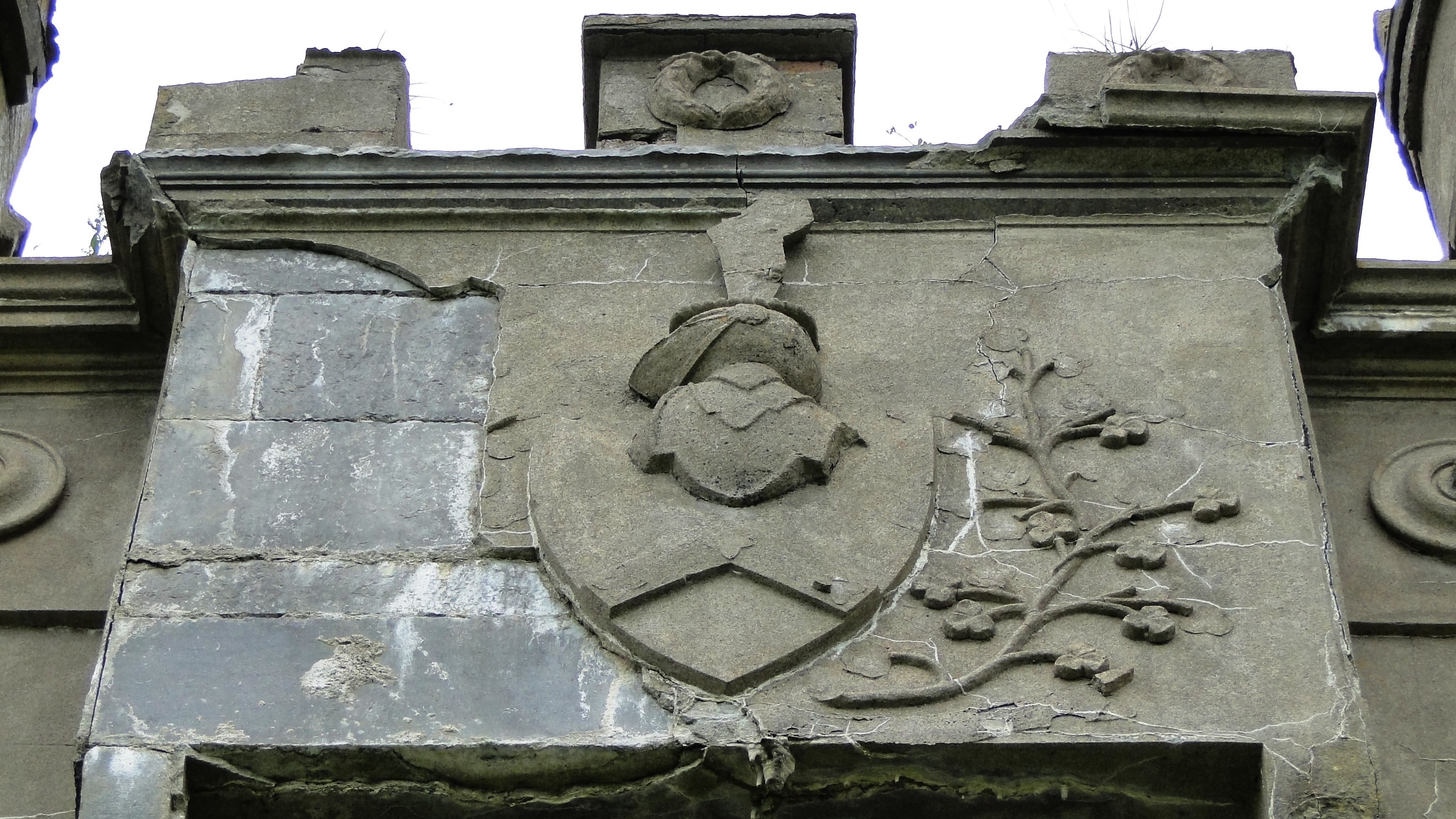
Герб семьи Эйр на стенах замка Клифден

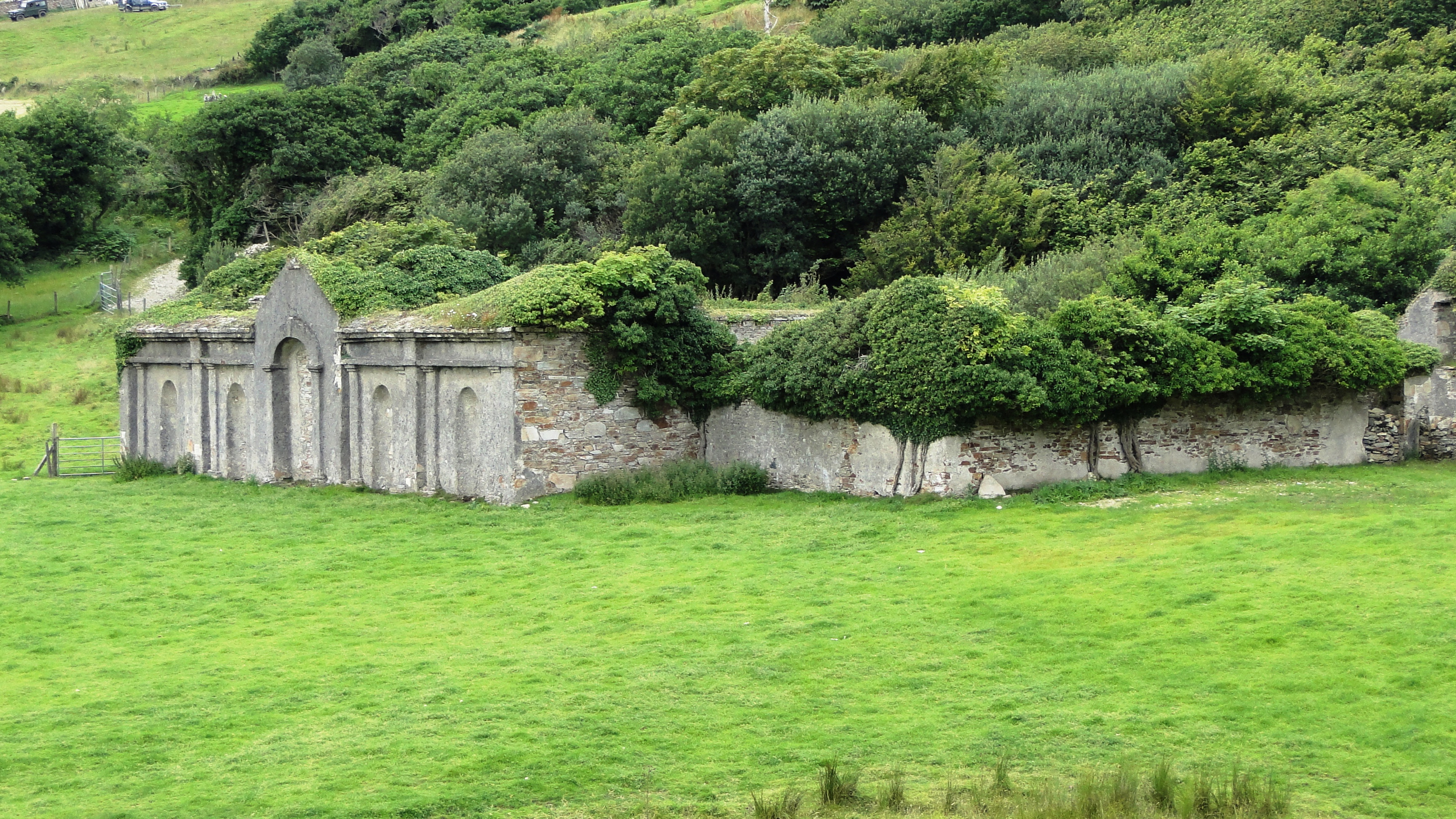
Руины сооружений возле замка Клифден

Замок Клифден (англ. Clifden Castle) — один из замков Ирландии. Расположен в графстве Голуэй, в местности Коннемара, недалеко от одноименного города Клифден. Построен в 1818 году местным землевладельцем Джоном Д'Арси в неоготическом стиле. В 1894 году был заброшен и стал необитаем, постепенно превращался в руины и пустошь. В 1935 году замок перешёл в собственность группы арендаторов, владеющих им совместно. Они разорились, и замок продолжает разрушаться. Географические координаты замка: 53.49178°N 10.05673°W

## История
Собственником земли и строителем замка был Джоном Д'Арси (1785–1839). Замок строился для проживания его семьи. Хотя владелец мало уделял внимания вопросам возведения замка, так как больше был сосредоточен на городском жилье. Строительство замка продолжалось с 1815 по 1818 год. В течение следующих десятилетий замок служил местом основного проживания семьи Д'Арси. Земля вокруг замка была сначала в значительной степени заболочена, но затем успешно осушена.
В 1839 году Джон Д'Арси умер и имение унаследовал его старший сын Гиацинт Д'Арси. Однако Гиацинт Д'Арси (1806-1874) оказался не столь предприимчивым, как его отец. Наследник стал испытывать финансовые проблемы и конфликтовал с арендаторами земли. В 1845 году в Ирландии начался страшный Великий голод. Умерли сотни тысяч людей, население острова уменьшилось почти наполовину. Как следствие этого, рента и доход семьи Д'Арси резко сократились. С 11 по 21 сентября 1846 года многие арендаторы земель Гиацинта Д'Арси собирались перед замком и умоляли дать им работу или еды.
В конце концов, Д'Арси обанкротился и замок Клифден вместе с остальными частями имения за долги были выставлены 18 ноября 1850 на аукцион. Томас и Чарльз Эйр — два брата из города Бат, купили замок Клифден, а также большую часть окружающих земель за 21 245 фунтов стерлингов. Они были залогодержателями усадьбы с 1837 года, то есть ещё до смерти Джона Д'Арси.
Семейство Эйр использовало замок как дом отдыха. В 1850-е годы замок был частично перестроен: появились новая крыша и фасад, чтобы удовлетворить вкус новых владельцев. Томас Эйр выкупил долю Чарльза 16 июля 1864 года, за два года до своей смерти. Перед кончиной он подарил замок и имение Клифден своему племяннику Джону Джозефу Эйра.
Семья Эйр была семьей типичных землевладельцев своего времени. Джон Джозеф Эйр умер 15 апреля 1894 года. После его смерти образовалось общество управления его имуществом. Этот траст контролировал имения Джона Джозефа Эйра и шестерых его детей, получая стабильную прибыль. Но ни один собственник или управляющий не посещали замок Клифден, который постепенно превращался в руины. Земли вокруг были сданы в аренду для выпаса скота местным жителям, попытки агентов продать замок как отдельное строение не увенчались успехом. Все земли, кроме передаваемых по наследству, были в конечном итоге взяты под управление Земельного Совета.
В 1917 году Дж. Джойс, местный мясник, купил замок и часть окружающих его земель. Однако эта продажа привела к конфликту. Наследственные земли вокруг замка Клифден имели площадь около 200 акров (81 га). Многочисленные бывшие арендаторы мелких хозяйств, которые ранее купили свои владения с помощью Земельной Комиссии, мечтали расширить свои фермы за счёт этой территории. В 1913 году земля вокруг замка была выставлена на продажу за 2100 фунтов стерлингов. Фермеры были заинтересованы в покупке, но не имели необходимых средств. Вопрос так и не был решён. Затем в 1917 году Дж. Джойс оформил выкуп земли. Местный католический священник Канон Патрик Мак Элпайн начал «серьёзные, а иногда насильственные» действия против этой покупки, которую он считал грабительской. С амвона Мак Элпайн осудил Джойса как «вора земли» и заявил, что «топтал могилы хапуг и через шесть месяцев будет топтать могилу Вора Клифдена и не будет и шести футов глины над ним». Многие жители города Клифден поддержали священника (хотя повстанцы из Шинн Фейн выступили в защиту Джойса). Фермеры прогнали скот Джойса, поставили свои собственные изгороди на полях вокруг замка и забаррикадировали ворота. Переговоры с жителями города по этому вопросу привели к стычкам. Фермеры бросали камни в полицейских и ранили нескольких из них. Конфликт продолжался до января 1920 года, когда судья подтвердил право собственности Джойса. Однако жители не признали решение суда и продолжали свои действия. Только после того, как Шинн Фейн и арбитражный суд предложили сделку в сентябре 1920 года, Джойс согласился продать землю. Замок и земля вокруг него были проданы фермерам за 2300 фунтов плюс судебные издержки, плюс 150 фунтов за ущерб. Соглашение гласило, что замок должен быть «сохранён, как собственность народа города Клифден». В ноябре 1921 года был создан кооператив для совместного управления поместьем. Несмотря на это, фермеры просто поделили землю между собой. В мае 1935 Земельная Комиссия приобрела землю у кооператива и передала замок Клифден в собственность арендаторов, которые должны были владеть им совместно. Но никакого ремонта не происходило и замок продолжал разрушаться.

## Архитектура
Замок фасадом обращён главным фасадом на юг, с видом на залив Клифден. Построен в неоготическом стиле, который был популярным в начале 1800-х годов. Оригинальные конструкции замка включают округлую башню на юго-востоке, квадратную башню и въездную башню с двумя круглыми башенками. Самые интересные декоративные особенности датируются 1850–1860 годами и были построены по инициативе семьи Эйр.
Возле замка есть большой шлюз, построенный в 1815 году в средневековом стиле. Кроме того, на земле д'Арси находилось несколько древних мегалитов, четыре из которых сохранились у извилистой дороги между шлюзом и домом. Один из них, возможно, на самом деле является настоящим доисторическим мегалитом, игравшим культовую роль во времена неолита.
На запад от замка было ещё несколько зданий — магазины, склады, дома для рабочих. Рядом за стеной находился сад с колодцем и прудом.
На наследственной земле к востоку от замка находятся также остатки «морского храма» — сооружения, сделанного из морских ракушек. Рядом с дорогой в северной части имения расположено детское кладбище для трёх детей семьи Эйр, умерших в 1880 году.